# فولتا فالنسيا 2021
فولتا فالنسيا 2021 (بالإسبانية: Vuelta a la Comunidad Valenciana 2021)‏ هو سباق دراجات هوائية، وهو الموسم رقم 72 من فولتا فالنسيا، وأقيم خلال الفترة 14 أبريل 2021، وحتى 18 أبريل 2021، وامتدّ لمسافة 715.7 كيلومتر، وهو أحد سباقات سلسلة سباقات الاتحاد الدولي للدراجات للمحترفين 2021، وشارك فيه 116 متسابقاً ووصل إلى نهايته 107 متسابقاً.
فاز فيه بالمركز الأول ستيفان كونغ، وبالمركز الثاني نيلسون أوليفيرا، وبالمركز الثالث إنريك ماس، والفائز في ترتيب النقاط ارنو ديمار، والفائز حسب ترتيب النقاط للشباب Victor Lafay ‏، والفائز حسب ترتيب التسلق Ibon Ruiz ‏، والفريق الفائز في ترتيب الفرق موفيستار.

## الفرق
| فرق عالمية (4)- Cofidis - Groupama-FDJ - Lotto Soudal - Movistar Team فرق برو (8)- Arkéa-Samsic - 2021 بي آند بي هوتيلز ‏ - بنجوال دبليو بي 2021 ‏ - برجس بي إتش 2021 ‏ - كاجا رورال-سيغوروس 2021 ‏ - كيرن فارما 2021 ‏ - أوسكالتيل أوسكادي 2021 ‏ - Rally Cycling فرق قارية (3)- إيفوبرو ريسينغ 2021 ‏ - تارتيلتو-ايزوريكس 2021 ‏ - MG.K vis Colors for Peace ‏ |  |
| |  |

## المراحل
| قائمة المراحل | قائمة المراحل | قائمة المراحل              | قائمة المراحل      | قائمة المراحل | قائمة المراحل   | قائمة المراحل |
| المرحلة       | التاريخ       | الدورة                     |                    | المسافة (كم)  | الفائز بالمرحلة | القائد العام  |
| ------------- | ------------- | -------------------------- | ------------------ | ------------- | --------------- | ------------- |
| مرحلة 1       | 14 أبريل      | ألش – Ondara ‏              | مرحلة جبلية متوسطة | 168٫92        | مايلز سكوتسون   | مايلز سكوتسون |
| مرحلة 2       | 15 أبريل      | لقنت – لقنت                | مرحلة مستوية       | 177٫4         | ارنو ديمار      | مايلز سكوتسون |
| مرحلة 3       | 16 أبريل      | Torrent ‏ – فوينتي لا راينا | مرحلة جبلية متوسطة | 164٫83        | إنريك ماس       | إنريك ماس     |
| مرحلة 4       | 17 أبريل      | تشايلتشيس – المنارة        | فردي ضد الساعة     | 14٫4          | ستيفان كونغ     | ستيفان كونغ   |
| مرحلة 5       | 18 أبريل      | بطرنة – بلنسية             | مرحلة مستوية       | 91٫72         | ارنو ديمار      | ستيفان كونغ   |

## النتيجة

### مرحلة 1
هي مرحلة جبلية متوسطة، أجريت في 14 أبريل 2021، وامتدّت لمسافة 168.92 كيلومتر فاز بالمرحلة مايلز سكوتسون، ومتصدر الترتيب العام في نهاية المرحلة مايلز سكوتسون، والمتصدر حسب ترتيب النقاط مايلز سكوتسون، ومتصدر ترتيب التسلق Ibon Ruiz ‏، ومتصدر ترتيب النقاط للشباب ألان ريو ‏، ومتصدر ترتيب الفرق إف دي جي 2021 ‏.
| التصنيف العام         | التصنيف العام     | التصنيف العام    | التصنيف العام      | التصنيف العام     |
| العداء                | العداء            | البلد            | الفريق             | الوقت             |
| --------------------- | ----------------- | ---------------- | ------------------ | ----------------- |
| 1                     | مايلز سكوتسون     | أستراليا         | Groupama-FDJ       | 4 س 14 دقيقة 47 ث |
| 2                     | جون ديجينكولب     | ألمانيا          | لوتو سودال         | + 32 ث            |
| 3                     | ألان ريو ‏         | فرنسا            | اركيا سامسيك       | + 34 ث            |
| 4                     | إنريك ماس         | إسبانيا          | موفيستار           | + 35 ث            |
| 5                     | نيلسون أوليفيرا   | البرتغال         | موفيستار           | + 36 ث            |
| 6                     | Victor Lafay ‏     | فرنسا            | Cofidis            | + 37 ث            |
| 7                     | كولن جويس         | الولايات المتحدة | Rally Cycling      | + 38 ث            |
| 8                     | سيموني كونسوني    | إيطاليا          | Cofidis            | + 38 ث            |
| 9                     | Thibault Ferasse ‏ | فرنسا            | B&B Hotels p/b KTM | + 38 ث            |
| 10                    | ستيفان كونغ       | سويسرا           | Groupama-FDJ       | + 38 ث            |
| مصدر: ProCyclingStats |                   |                  |                    |                   |

### مرحلة 2
هي مرحلة مسطحة، أجريت في 15 أبريل 2021، وامتدّت لمسافة 177.40 كيلومتر فاز بالمرحلة ارنو ديمار، ومتصدر الترتيب العام في نهاية المرحلة مايلز سكوتسون، والمتصدر حسب ترتيب النقاط سيموني كونسوني، ومتصدر ترتيب التسلق Ibon Ruiz ‏، ومتصدر ترتيب النقاط للشباب ألان ريو ‏، ومتصدر ترتيب الفرق إف دي جي 2021 ‏.
| التصنيف العام         | التصنيف العام     | التصنيف العام    | التصنيف العام      | التصنيف العام     |
| العداء                | العداء            | البلد            | الفريق             | الوقت             |
| --------------------- | ----------------- | ---------------- | ------------------ | ----------------- |
| 1                     | مايلز سكوتسون     | أستراليا         | Groupama-FDJ       | 8 س 24 دقيقة 10 ث |
| 2                     | جون ديجينكولب     | ألمانيا          | لوتو سودال         | + 32 ث            |
| 3                     | ألان ريو ‏         | فرنسا            | اركيا سامسيك       | + 34 ث            |
| 4                     | إنريك ماس         | إسبانيا          | موفيستار           | + 35 ث            |
| 5                     | نيلسون أوليفيرا   | البرتغال         | موفيستار           | + 36 ث            |
| 6                     | Victor Lafay ‏     | فرنسا            | Cofidis            | + 37 ث            |
| 7                     | سيموني كونسوني    | إيطاليا          | Cofidis            | + 38 ث            |
| 8                     | كولن جويس         | الولايات المتحدة | Rally Cycling      | + 38 ث            |
| 9                     | Matis Louvel ‏     | فرنسا            | اركيا سامسيك       | + 38 ث            |
| 10                    | Franck Bonnamour ‏ | فرنسا            | B&B Hotels p/b KTM | + 38 ث            |
| مصدر: ProCyclingStats |                   |                  |                    |                   |

### مرحلة 3
هي مرحلة جبلية متوسطة، أجريت في 16 أبريل 2021، وامتدّت لمسافة 164.83 كيلومتر فاز بالمرحلة إنريك ماس، ومتصدر الترتيب العام في نهاية المرحلة إنريك ماس، والمتصدر حسب ترتيب النقاط إنريك ماس، ومتصدر ترتيب التسلق Ibon Ruiz ‏، ومتصدر ترتيب النقاط للشباب Victor Lafay ‏، ومتصدر ترتيب الفرق موفيستار 2021 ‏.
| التصنيف العام         | التصنيف العام    | التصنيف العام | التصنيف العام             | التصنيف العام      |
| العداء                | العداء           | البلد         | الفريق                    | الوقت              |
| --------------------- | ---------------- | ------------- | ------------------------- | ------------------ |
| 1                     | إنريك ماس        | إسبانيا       | موفيستار                  | 12 س 36 دقيقة 22 ث |
| 2                     | Victor Lafay ‏    | فرنسا         | Cofidis                   | + 8 ث              |
| 3                     | ايلي جيسبرت      | فرنسا         | اركيا سامسيك              | + 17 ث             |
| 4                     | لويس أنخيل ماتي  | إسبانيا       | Euskaltel-Euskadi         | + 42 ث             |
| 5                     | Rémy Mertz ‏      | بلجيكا        | Bingoal Pauwels Sauces WB | + 44 ث             |
| 6                     | نيلسون أوليفيرا  | البرتغال      | موفيستار                  | + 46 ث             |
| 7                     | ستيفان كونغ      | سويسرا        | Groupama-FDJ              | + 51 ث             |
| 8                     | Rémy Rochas ‏     | فرنسا         | Cofidis                   | + 51 ث             |
| 9                     | Jonathan Lastra ‏ | إسبانيا       | Caja Rural-Seguros RGA    | + 1 دقيقة 48 ث     |
| 10                    | Gotzon Martín ‏   | إسبانيا       | Euskaltel-Euskadi         | + 1 دقيقة 55 ث     |
| مصدر: ProCyclingStats |                  |               |                           |                    |

### مرحلة 4
هي مرحلة من نوع سباق فردي ضد الساعة، أجريت في 17 أبريل 2021، وامتدّت لمسافة 14.40 كيلومتر فاز بالمرحلة ستيفان كونغ، ومتصدر الترتيب العام في نهاية المرحلة ستيفان كونغ، والمتصدر حسب ترتيب النقاط ستيفان كونغ، ومتصدر ترتيب التسلق Ibon Ruiz ‏، ومتصدر ترتيب النقاط للشباب Victor Lafay ‏، ومتصدر ترتيب الفرق موفيستار 2021 ‏.
| التصنيف العام         | التصنيف العام   | التصنيف العام | التصنيف العام             | التصنيف العام      |
| العداء                | العداء          | البلد         | الفريق                    | الوقت              |
| --------------------- | --------------- | ------------- | ------------------------- | ------------------ |
| 1                     | ستيفان كونغ     | سويسرا        | Groupama-FDJ              | 12 س 53 دقيقة 25 ث |
| 2                     | نيلسون أوليفيرا | البرتغال      | موفيستار                  | + 6 ث              |
| 3                     | إنريك ماس       | إسبانيا       | موفيستار                  | + 36 ث             |
| 4                     | Victor Lafay ‏   | فرنسا         | Cofidis                   | + 45 ث             |
| 5                     | ايلي جيسبرت     | فرنسا         | اركيا سامسيك              | + 1 دقيقة 01 ث     |
| 6                     | لويس أنخيل ماتي | إسبانيا       | Euskaltel-Euskadi         | + 1 دقيقة 37 ث     |
| 7                     | Rémy Mertz ‏     | بلجيكا        | Bingoal Pauwels Sauces WB | + 1 دقيقة 53 ث     |
| 8                     | Rémy Rochas ‏    | فرنسا         | Cofidis                   | + 2 دقيقة 03 ث     |
| 9                     | مايلز سكوتسون   | أستراليا      | Groupama-FDJ              | + 2 دقيقة 26 ث     |
| 10                    | Matis Louvel ‏   | فرنسا         | اركيا سامسيك              | + 2 دقيقة 43 ث     |
| مصدر: ProCyclingStats |                 |               |                           |                    |

### مرحلة 5
هي مرحلة مسطحة، أجريت في 18 أبريل 2021، وامتدّت لمسافة 91.72 كيلومتر فاز بالمرحلة ارنو ديمار، ومتصدر الترتيب العام في نهاية المرحلة ستيفان كونغ.
| التصنيف العام         | التصنيف العام | التصنيف العام | التصنيف العام | التصنيف العام |
| العداء                | العداء        | البلد         | الفريق        | الوقت         |
| --------------------- | ------------- | ------------- | ------------- | ------------- |
| مصدر: ProCyclingStats |               |               |               |               |

## التصنيف العام النهائي
| التصنيف العام         | التصنيف العام   | التصنيف العام | التصنيف العام             | التصنيف العام      |
| العداء                | العداء          | البلد         | الفريق                    | الوقت              |
| --------------------- | --------------- | ------------- | ------------------------- | ------------------ |
| 1                     | ستيفان كونغ     | سويسرا        | Groupama-FDJ              | 14 س 49 دقيقة 50 ث |
| 2                     | نيلسون أوليفيرا | البرتغال      | موفيستار                  | + 6 ث              |
| 3                     | إنريك ماس       | إسبانيا       | موفيستار                  | + 36 ث             |
| 4                     | Victor Lafay ‏   | فرنسا         | Cofidis                   | + 45 ث             |
| 5                     | ايلي جيسبرت     | فرنسا         | اركيا سامسيك              | + 1 دقيقة 01 ث     |
| 6                     | لويس أنخيل ماتي | إسبانيا       | Euskaltel-Euskadi         | + 1 دقيقة 37 ث     |
| 7                     | Rémy Mertz ‏     | بلجيكا        | Bingoal Pauwels Sauces WB | + 1 دقيقة 53 ث     |
| 8                     | Rémy Rochas ‏    | فرنسا         | Cofidis                   | + 2 دقيقة 03 ث     |
| 9                     | مايلز سكوتسون   | أستراليا      | Groupama-FDJ              | + 2 دقيقة 26 ث     |
| 10                    | Matis Louvel ‏   | فرنسا         | اركيا سامسيك              | + 2 دقيقة 43 ث     |
| مصدر: ProCyclingStats |                 |               |                           |                    |

### تصنيف النقاط
| تصنيف النقاط          | تصنيف النقاط    | تصنيف النقاط     | تصنيف النقاط              | تصنيف النقاط |
| العداء                | العداء          | البلد            | الفريق                    | النقاط       |
| --------------------- | --------------- | ---------------- | ------------------------- | ------------ |
| 1                     | ارنو ديمار      | فرنسا            | Groupama-FDJ              | 62 نقطة      |
| 2                     | ستيفان كونغ     | سويسرا           | Groupama-FDJ              | 41 نقطة      |
| 3                     | سيموني كونسوني  | إيطاليا          | Cofidis                   | 40 نقطة      |
| 4                     | مايلز سكوتسون   | أستراليا         | Groupama-FDJ              | 39 نقطة      |
| 5                     | تيموثي دوبونت   | بلجيكا           | Bingoal Pauwels Sauces WB | 36 نقطة      |
| 6                     | كولن جويس       | الولايات المتحدة | Rally Cycling             | 34 نقطة      |
| 7                     | نيلسون أوليفيرا | البرتغال         | موفيستار                  | 31 نقطة      |
| 8                     | إنريك ماس       | إسبانيا          | موفيستار                  | 30 نقطة      |
| 9                     | كاليب إيوان     | أستراليا         | لوتو سودال                | 26 نقطة      |
| 10                    | ألان ريو ‏       | فرنسا            | اركيا سامسيك              | 24 نقطة      |
| مصدر: ProCyclingStats |                 |                  |                           |              |

### تصنيف الجبال
| تصنيف الجبال          | تصنيف الجبال        | تصنيف الجبال     | تصنيف الجبال       | تصنيف الجبال |
| العداء                | العداء              | البلد            | الفريق             | النقاط       |
| --------------------- | ------------------- | ---------------- | ------------------ | ------------ |
| 1                     | Ibon Ruiz ‏          | إسبانيا          | Equipo Kern Pharma | 30 نقطة      |
| 2                     | إنريك ماس           | إسبانيا          | موفيستار           | 12 نقطة      |
| 3                     | Victor Lafay ‏       | فرنسا            | Cofidis            | 8 نقطة       |
| 4                     | Lennert Teugels ‏    | بلجيكا           | Tarteletto-Isorex  | 8 نقطة       |
| 5                     | ستيفن باسيت         | الولايات المتحدة | Rally Cycling      | 6 نقطة       |
| 6                     | Mikel Iturria ‏      | إسبانيا          | Euskaltel-Euskadi  | 4 نقطة       |
| 7                     | Thibault Guernalec ‏ | فرنسا            | اركيا سامسيك       | 4 نقطة       |
| 8                     | إنجيل مادرازو       | إسبانيا          | Burgos-BH          | 4 نقطة       |
| 9                     | Rémy Rochas ‏        | فرنسا            | Cofidis            | 3 نقطة       |
| 10                    | Unai Cuadrado ‏      | إسبانيا          | Euskaltel-Euskadi  | 3 نقطة       |
| مصدر: ProCyclingStats |                     |                  |                    |              |

## تصنيف الفرق

### الفرق حسب الوقت
| تصنيف الفرق حسب الوقت | تصنيف الفرق حسب الوقت     | تصنيف الفرق حسب الوقت | تصنيف الفرق حسب الوقت |
| الفريق                | الفريق                    | البلد                 | الوقت                 |
| --------------------- | ------------------------- | --------------------- | --------------------- |
| 1                     | موفيستار                  | إسبانيا               | 44 س 33 دقيقة 03 ث    |
| 2                     | Groupama-FDJ              | فرنسا                 | + 4 دقيقة 06 ث        |
| 3                     | Euskaltel-Euskadi         | إسبانيا               | + 4 دقيقة 30 ث        |
| 4                     | Equipo Kern Pharma        | إسبانيا               | + 5 دقيقة 48 ث        |
| 5                     | اركيا سامسيك              | فرنسا                 | + 5 دقيقة 51 ث        |
| 6                     | Bingoal Pauwels Sauces WB | بلجيكا                | + 8 دقيقة 58 ث        |
| 7                     | Cofidis                   | فرنسا                 | + 12 دقيقة 19 ث       |
| 8                     | Burgos-BH                 | إسبانيا               | + 13 دقيقة 32 ث       |
| 9                     | Rally Cycling             | الولايات المتحدة      | + 23 دقيقة 14 ث       |
| 10                    | B&B Hotels p/b KTM        | فرنسا                 | + 23 دقيقة 49 ث       |
| مصدر: ProCyclingStats |                           |                       |                       |

## تصانيف فرعية

### تصنيف أفضل شاب
| تصنيف أفضل شاب        | تصنيف أفضل شاب         | تصنيف أفضل شاب | تصنيف أفضل شاب         | تصنيف أفضل شاب     |
| العداء                | العداء                 | البلد          | الفريق                 | الوقت              |
| --------------------- | ---------------------- | -------------- | ---------------------- | ------------------ |
| 1                     | Victor Lafay ‏          | فرنسا          | Cofidis                | 14 س 50 دقيقة 35 ث |
| 2                     | Rémy Rochas ‏           | فرنسا          | Cofidis                | + 1 دقيقة 18 ث     |
| 3                     | Matis Louvel ‏          | فرنسا          | اركيا سامسيك           | + 1 دقيقة 58 ث     |
| 4                     | دييغو لوبيز ‏           | إسبانيا        | Equipo Kern Pharma     | + 2 دقيقة 02 ث     |
| 5                     | Savva Novikov ‏         | روسيا          | Equipo Kern Pharma     | + 2 دقيقة 13 ث     |
| 6                     | Abner González ‏        | بورتوريكو      | موفيستار               | + 2 دقيقة 35 ث     |
| 7                     | Gotzon Martín ‏         | إسبانيا        | Euskaltel-Euskadi      | + 2 دقيقة 45 ث     |
| 8                     | خوان دييغو ألبا ‏       | كولومبيا       | موفيستار               | + 3 دقيقة 30 ث     |
| 9                     | جيفرسون سيبيدا         | الإكوادور      | Caja Rural-Seguros RGA | + 3 دقيقة 51 ث     |
| 10                    | Jordi López (cyclist) ‏ | إسبانيا        | Equipo Kern Pharma     | + 4 دقيقة 54 ث     |
| مصدر: ProCyclingStats |                        |                |                        |                    |

## وصلات خارجية
- الموقع الرسمي
- لمحة عن سباق فولتا فالنسيا 2021 على موقع  ProCyclingStats   (برو  سايكلنج  ستاتس) - إحصاءات  محترفي  الدراجات.
- فولتا فالنسيا 2021 على موقع إحصائيات الدراجات الإحترافية (الإنجليزية)